# آدم خوب (ترانه امینم)
«آدم خوب» (به انگلیسی: Good Guy) ترانه‌ای امینم خواننده اهل ایالات متحده است که از دهمین آلبوم استودیویی او کامی‌کازه. منتشر شده‌است این ترانه که در تاریخ ۳۱ اوت ۲۰۱۸ توسط شیدی رکوردز منتشر شد. ای آهنگ در استودیوی Effigy در دیترویت ضبط شد. این آهنگ توسط Illadaproducer با تولید اضافی امیتم تولید می‌شود، این ترتنه شامل آوازهای مهمان خواننده کانادایی جسی ریز و یک نمونه آوازی حلقه ای از طریق آهنگ "آسمان شیشه ای" (توکیو غول) ساخته آماندا لی است. علی‌رغم اینکه هرگز به صورت تک منتشر نشده‌است، این ترانه در چندین کشور موفق به چارت شده‌است. در ۷ دسامبر ۲۰۱۸، موزیک ویدیوی همراه منتشر شد.

## موزیک ویدیو
موزیک ویدیو آهنگ در ۷ دسامبر ۲۰۱۸ منتشر شد. در این ویدئو یک درگیری شدید بین این دو هنرمند وجود دارد که منجر به کشته شدن امینم می‌شود.

## پرسنل
- مارشال مدرز - هنرمند اصلی، آواز، تهیه‌کننده اضافی، میکس، ترانه‌سرا
- جسی ریز - هنرمند برجسته، آواز، ترانه‌سرا
- ری فریزر - تهیه‌کننده، ترانه‌سرا
- لوئیز رستو - صفحه کلیدهای اضافی
- Mike Strange - ضبط، میکس
- جو استرنج - ضبط
- تونی کامپانا - ضبط